# Bradysia siciliensis
Bradysia siciliensis är en tvåvingeart som först beskrevs av Franz Lengersdorf 1926.  Bradysia siciliensis ingår i släktet Bradysia och familjen sorgmyggor.
Artens utbredningsområde är Italien. Inga underarter finns listade i Catalogue of Life.